# عباس الحاج حسن
عباس الحاج حسن (15 يناير 1975 -) صحافي وسياسي لبناني يشغل منصب وزير الزراعة في حكومة نجيب ميقاتي منذ سبتمبر 2021.